# Джерейнт Томас
Джерейнт Томас  (англ. Geraint Thomas, 25 травня 1986) — британський велогонщик, рекордсмен, олімпійський чемпіон.
Перемога в Тур де Франс 2018.

## Виступи на Олімпіадах
| Олімпіада   | Дисципліна                                 | Місце |
| ----------- | ------------------------------------------ | ----- |
| Пекін 2008  | Командна гонка переслідування, 4000 метрів | 1     |
| Лондон 2012 | Командна гонка переслідування, 4000 метрів | 1     |